# Culicoides kumbaensis
Culicoides kumbaensis är en tvåvingeart som beskrevs av Callot, Kremer, Mouchet och Bach 1965. Culicoides kumbaensis ingår i släktet Culicoides och familjen svidknott. Inga underarter finns listade i Catalogue of Life.